# Movimiento Revolucionario Peronista
El Movimiento Revolucionario Peronista (MRP) fue una organización política de Argentina, perteneciente al  sector al peronismo revolucionario, fundada el 5 de agosto de 1964, siendo liderado por Gustavo Rearte y Héctor Villalón. El 13 de octubre de 1967 fue una de las organizaciones fundadoras las Fuerzas Armadas Peronistas (FAP), junto con el Movimiento de la Juventud Peronista, dirigido por Envar El Kadri, y Acción Revolucionaria Peronista, liderado por John William Cooke.

## Historia
El Movimiento Revolucionaria Peronista fue fundado el 5 de agosto de 1964 en un plenaro del que participaron entre otros Héctor Villalón, Mario Valotta, Gonzalo Cháves, Francisco “Pancho” Gaitán, Enrique Manuel Mena, Ricardo De Luca,  Juan Eyheralde, Roberto Salar, Gustavo Rearte, Luis Rubeo, Fausto Rodríguez, Eduardo Mercado y Bernabé Castellano. En dicho plenario el MRP aprobó una Declaración, denunciando como "traidores" a los dirigentes del peronismo que negociaban con los funcionarios del gobierno y llamando a la lucha armada:

1) Que hemos llegado a un punto en que nadie puede llamarse a engaño; los mercaderes del movimiento encaramados en organismos de dirección, que hace tanto tiempo los vienen llevando de fracaso en fracaso, han pretendido convertir al movimiento en un partido político liberal más, negando su esencia revolucionaria.(...)
7) Que el régimen en descomposición ha cerrado todos los caminos al Pueblo apoyado en la violencia y en la represión y haciendo del fraude y la proscripción de las mayorías populares su “sistema de gobierno”. Condenada históricamente, la reacción ha escogido la forma en que habrá de ser destruida. A la violencia responderemos con la violencia, y como dijo Perón: “Por cada uno de los militantes del Pueblo que caiga caerán cinco de ellos”. Nuestro Pueblo sabrá recoger la tradición de las montoneras gauchas y responder golpe por golpe a la reacción con sus mismas armas. De hoy en adelante sabremos utilizar la lucha armada como método supremo de la acción política.

En su primer comunicado el grupo clama que el peronismo es un "movimiento revolucionario que entronca todas las grandes de la humanidad", además de subrayar los logros del expresidente  Juan Domingo Perón, pero agregando la falta de una "estructura revolucionaria nacional" propiciando el golpe de 1955 y aunando a la "burocracia conciliadora" no se pudo realizar una correcta reagrupación de las masas.
El 13 de octubre de 1967, el MRP realiza un plenario en localidad serrana del gran Córdoba, allí se verifican dos posiciones irreconciliables: una que adhiere a la acción armada, para fundar las Fuerzas Armadas Peronistas (FAP), junto con el Movimiento de la Juventud Peronista, dirigido por Envar El Kadri, y Acción Revolucionaria Peronista, liderado por John William Cooke
, y otra posición más cercana a propuesta de organizar más el trabajo en la masa del pueblo y fundamentalmente en la clase trabajadora; este sector continúa como MRP conducida por referentes de Córdoba (Fausto Esteban Rodríguez...), Bs As, (De Luca, Pancho Gaitán), Rosario (Héctor Quagliaro...), La Plata (Gonzalo Chávez...) .